# Rijad
Rijad (/rɨˈjɑːd/; arabsko الرياض ar-Rijāḍ, dobesedno »Vrtovi«), prej znan kot Hadžr al-Jamama, je glavno mesto Saudove Arabije in s približno 5,2 milijona prebivalci (po popisu leta 2010) največje mesto v državi,. V širšem metropolitanskem območju živi že 7 milijonov ljudi, kar je četrtina vseh Saudijcev. Je tudi glavno mesto province Ar Rijad, ene od 13 v administrativni delitvi države in guvernata Rijad.
Je največje mesto na Arabskem polotoku in leži v središču puščave Nefud, na vzhodnem delu regije Nadžd. Mesto leži v povprečju na 600 metrih nadmorske višine in vsako leto sprejme okoli 5 milijonov turistov, zaradi česar je 49. najbolj obiskano mesto na svetu in 6. na Bližnjem vzhodu. Rijad je imel leta 2022 7,0 milijona prebivalcev, zaradi česar je najbolj naseljeno mesto v Saudovi Arabiji, 3. najbolj naseljeno mesto na Bližnjem vzhodu in 38. najbolj naseljeno mesto v Aziji.
Prvo omembo mesta z imenom Rijad je leta 1590 zapisal zgodnji arabski kronist. Leta 1737 se je Deham Ibn Davas, ki je bil iz sosednje Manfuhe, naselil in prevzel nadzor nad mestom. Deham je zgradil obzidje okoli mesta in najbolj znan vir imena Rijad je iz tega obdobja, za katerega se domneva, da se nanaša na prejšnja mesta oaze, ki so bila pred obzidjem, ki ga je zgradil Ibn Davas. Leta 1744 je Muhamed ibn Abdul al-Vahab sklenil zavezništvo z emirjem Dirije, Muhammad bin Saud Al Muqrinom, in zavzeli so Rijad od Dehama. Vendar pa je njihova država, zdaj znana kot prva saudska država, propadla leta 1818. Turki ibn Abdulah je ustanovil drugo saudsko državo v začetku 19. stoletja in leta 1825 Rijad razglasil za prestolnico. Vendar je njegovo vladavino nad mestom motilo skupno osmansko-rašidsko zavezništvo. Končno je v zgodnjem 20. stoletju 'Abdulaziz ibn Saud, na zahodu znan preprosto kot Ibn Saud, leta 1902 ponovno pridobil svoje prednikovo kraljestvo Nadžd in utrdil svojo vladavino do leta 1926 s končno saudsko osvojitvijo Hedžasa, [10] ki ga je septembra 1932 poimenoval kraljestvo Saudova Arabija z Rijadom kot glavnim mestom.
Rijad je politično in upravno središče Saudove Arabije. Posvetovalna skupščina (znana tudi kot Šura), svet ministrov, kralj in Vrhovni sodni svet so v mestu. Poleg teh štirih organov, ki tvorijo jedro pravnega sistema države, so v Rijadu tudi sedeži drugih večjih in manjših vladnih organov. Mesto gosti 114 tujih veleposlaništev, od katerih se večina nahaja v diplomatski četrti v zahodnem delu mesta.
Rijad ima tudi velik gospodarski pomen, saj gosti sedeže številnih bank in velikih podjetij, kot so Saudska nacionalna banka (SNB), Al-Rajhi Bank, SABIC, Almarai, STC in Samba Financial Group. Avtocesta 65, lokalno poznana kot cesta kralja Fahda, poteka skozi nekatera od teh pomembnih središč v mestu, vključno s finančnim okrožjem kralja Abdulaha, enim največjih finančnih okrožij na svetu, centrom Faisalija in Kraljevim centrom. Rijad je eno najhitreje rastočih mest na svetu po številu prebivalcev in je dom številnih izseljencev. Rijad je bil razglašen za globalno mesto.
Mesto je razdeljeno na 15 občinskih okrožij, ki jih nadzira občina Rijad (arabsko أمانة الرياض, latinizirano: Amanat 'ar-Riyāḍ, dob. 'Protectorate of Riyadh') na čelu z županom; in Kraljeva komisija za Rijad, ki ji predseduje guverner province Faisal bin Bandar Al Saud. Od julija 2020 je župan Faisal bin Abdulaziz bin Mohammed bin Ayyaf Al-Mukrin.

## Zgodovina

### Zgodnja zgodovina
V predislamskem obdobju se je mesto na mestu današnjega Rijada imenovalo Hadžr (arabsko حجر), ustanovilo pa naj bi ga pleme Banu Hanifa. Hadžr je služil kot glavno mesto province Al-Jamama, katere guvernerji so bili odgovorni za večino osrednje in vzhodne Arabije v obdobju Omajadov in Abasidov. Al-Jamama se je odcepil od Abasidskega kalifata leta 866 in območje je padlo pod oblast Ukhajdhiritov, ki so prestolnico preselili iz Hadžre v bližnji Al-Khardž. Mesto je nato prešlo v dolgo obdobje propada. V 14. stoletju je severnoafriški popotnik Ibn Batuta pisal o svojem obisku Hadžra in ga opisal kot »glavno mesto Al-Jamama, njegovo ime pa je Hadžr«. Ibn Batuta ga opisuje kot mesto kanalov in dreves, kjer večina prebivalcev pripada Bani Hanifi, in poroča, da je z njihovim voditeljem nadaljeval pot v Meko, da bi opravil hadž.
Kasneje je Hadžr razpadel na več ločenih naselij in posesti. Najbolj opazna med njimi sta bila Migrin (ali Mukrin) in Mi'kal, čeprav se je ime Hadžr še naprej pojavljalo v lokalni ljudski poeziji. Najzgodnejša znana omemba območja z imenom Rijad izhaja od kronista iz 17. stoletja, ki poroča o dogodku iz leta 1590. Leta 1737 je Deham ibn Davas, begunec iz sosednje Manfuhe, prevzel nadzor nad Rijadom. Ibn Davas je zgradil eno samo obzidje, da bi obkrožil različna oazna mesta na tem območju, zaradi česar so dejansko postala eno samo mesto. Ime Rijad, kar pomeni 'vrtovi', se nanaša na ta prejšnja mesta oaze.

### Prva saudska država
Leta 1744 je Muhamed ibn Abdul al-Vahab sklenil zavezništvo z Muhamed ibn Saudom, vladarjem bližnjega mesta Dirija. Ibn Saud se je nato namenil osvojiti okoliško regijo s ciljem, da bi jo spravil pod oblast ene same islamske države. Ibn Davas iz Rijada je vodil najodločnejši odpor, povezal se je s silami Al Khardž, Al Ahsa in klanom Banu Jam iz Nadžre. Vendar je Ibn Davas pobegnil in Rijad je leta 1774 kapituliral pred Saudijci, s čimer so se končala dolga leta vojn in vodila do razglasitve prve saudske države z Dirijo kot glavnim mestom.
Prvo saudsko državo so uničile sile, ki jih je poslal Mohamed Ali iz Egipta, ki je deloval v imenu Osmanskega cesarstva. Osmanske sile so leta 1818 uničile saudsko prestolnico Dirija. V Nadždu so imeli garnizijo. To je za kratek čas zaznamovalo zaton hiše Saud. Turki bin Abdulah bin Muhamed je postal prvi emir druge saudske države; bratranec Sauda bin Sauda je vladal 19 let do leta 1834, kar je vodilo do konsolidacije območja, čeprav je bilo navidezno pod nadzorom Mohameda Alija, podkralja Egipta. Leta 1823 je Turki ibn Abdulah izbral Rijad za novo prestolnico. Po atentatu na Turkija leta 1834 je njegov najstarejši sin Faisal ubil atentatorja in prevzel nadzor ter zavrnil nadzor egiptovskega podkralja. Nadžd je bil nato napaden, Faisal pa ujet in zadržan v Kairu. Ko pa je Egipt postal neodvisen od Osmanskega cesarstva, je Faisal po petih letih zapora pobegnil, se vrnil v Nadžd in nadaljeval svojo vladavino, vladal je do leta 1865 in utrdil vladavino rodbine Saud.
Po Faisalovi smrti je med njegovimi sinovi prišlo do rivalstva, ki ga je izkoristil Muhamed bin Rašid, ki je zavzel večino Nadžda, podpisal pogodbo z Osmani in leta 1871 zavzel tudi Al-Haso. Leta 1889 je Abdul Rahman bin Faisal, tretji Faisalov sin je ponovno prevzel nadzor nad Nadždom in vladal do leta 1891, nato pa je nadzor ponovno prevzel Muhamed bin Rašid.
Medsebojni spopadi med Turkijevimi vnuki so privedli do padca druge saudske države leta 1891 v rokah rivalske rodbine Rašid, ki je vladal iz severnega mesta Ḥaʼil. Iz tega obdobja je trdnjava Masmak.
Abdul Rahman bin Faisal al-Saud je poiskal zatočišče med plemensko skupnostjo na obrobju Nadžda, nato pa je z družino odšel v Kuvajt in ostal v izgnanstvu. Vendar pa je njegov sin Abdulaziz leta 1902 pridobil svoje prednikovo kraljestvo Nadžd in utrdil svojo vladavino do leta 1926 ter nadalje razširil svoje kraljestvo, da bi pokrilo večino Arabskega polotoka. Svoje kraljestvo je septembra 1932 poimenoval Saudova Arabija z glavnim mestom Rijad. Kralj Abdulaziz je umrl leta 1953 in njegov sin Saud je prevzel nadzor v skladu z uveljavljenim pravilom o nasledstvu očeta na sina od časa, ko je Mohamed bin Saud leta 1744 vzpostavil saudovo vladavino. Vendar je bila ta uveljavljena linija nasledstva prekinjena, ko je nasledil kralj Saud njegov brat kralj Faisal leta 1964. Leta 1975 je Faisala nasledil njegov brat kralj Khalid. Leta 1982 je kralj Fahd prevzel vajeti od svojega brata. Ta nova nasledstvena linija je med sinovi kralja Abdulaziza, ki ima 35 sinov; ta velika družina Ibn Sauda ima vse ključne položaje v velikem kraljestvu.

### Moderna zgodovina
Od 1940-ih je Rijad iz razmeroma ozkega, prostorsko izoliranega mesta zrasel v prostrano metropolo. Ko je kralj Saud prišel na oblast, si je zadal cilj posodobiti Rijad in leta 1950 začel razvijati Anasrija, kraljevo stanovanjsko četrt. Po zgledu ameriških mest so nova naselja in cele soseske nastale na mrežnih načrtih, ki so jih povezovale z visoko zmogljivimi glavnimi cestami z notranjimi območji. Mrežni vzorec v mestu je bil uveden leta 1953. Rast prebivalstva mesta od leta 1974 do 1992 je v povprečju znašala 8,2 odstotka na leto.
Al Kaida pod vodstvom Osame bin Ladna je 12. maja 2003 začela usklajene napade na komplekse v Rijadu, pri čemer je bilo ubitih 39 ljudi. Bombni napadi so veljali za teroristično akcijo proti zahodnemu vplivu v Saudovi Arabiji.
Župan je princ Faisal bin Abdulaziz al-Muqrin. Al-Muqrin je bil imenovan leta 2019 s kraljevim dekretom in je nasledil Tarika bin Abdula Aziza Al-Farisa. Rijad je zdaj upravno in v veliki meri trgovsko središče kraljestva. Po podatkih Saudi Real Estate Companion je večina velikih podjetij v državi ustanovila bodisi edini sedež ali veliko pisarno v mestu. Zaradi tega je prišlo do znatne rasti visokih gradenj na vseh območjih mesta. Najbolj opazno med njimi je finančno okrožje Kralj Abdulah, ki hitro postaja ključno poslovno središče v mestu. Rijad ima tudi največjo izključno žensko univerzo na svetu, Univerzo princese Nore bint Abdul Rahman.
Po indeksu globalnih finančnih centrov se je Rijad v letih 2016–2017 uvrstil na 77. mesto. Čeprav se je uvrstitev leta 2018 povzpela na 69, je potrebna diverzifikacija gospodarstva prestolnice, da bi se izognili temu, kar je Svetovna banka poimenovala »grozeča kriza revščine«, ki jo povzročajo dolgotrajne nizke cene nafte in bogati državni prejemki.
Od leta 2017 je Rijad tarča raket iz Jemna. Marca 2018 je ena oseba umrla zaradi raketnega napada. Število izstrelkov, ki so ciljali na Rijad, je majhen del desetin izstreljenih iz Jemna zaradi posredovanja v Jemnu pod vodstvom Saudove Arabije. Aprila 2018 je bilo v Hozami slišati močno streljanje; to je pripeljalo do govoric o poskusu državnega udara.
- Jezero v 120 km dolgi dolini Vadi Hanifa, ki seka skozi Rijad
- Nastajajoče finančno okrožje kralja Abdulaha leta 2012
- Puščava Nefud na obrobju Rijada z Džabal Tuvaik v ozadju

## Geografija
Rijad leži na sredini Arabskega polotoka v regiji Nadžd. Mesto je v povprečju na nadmorski višini 612 metrov in je obdano s puščavo. Na zahodu se mesto danes razteza do Vadi Hanifa in deloma še dlje.
Mestno območje ima površino 1554 kvadratnih kilometrov, kar je približno velikost Londona. Področje okoli Rijada je topografsko zelo raznoliko.
Rijad je v subtropskem podnebnem pasu. Povprečna letna temperatura je 25,6 stopinj Celzija. V poletnih mesecih med majem in septembrom se povprečna najvišja temperatura ob močnem soncu dvigne na 38,9 do 43,4 stopinje Celzija; V tem letnem času je dež zelo malo verjeten. Temperature nad 50 stopinj Celzija niso neznanka, tudi ponoči se le redko spustijo pod 20 stopinj Celzija. Povprečne najnižje poletne temperature so od 25,5 do 28,9 stopinj Celzija.
Vlažnost je zelo nizka in je običajno pod desetimi odstotki. Prašne nevihte iz okoliških puščav so poleti pogost pojav. Povprečna letna količina padavin okoli 99 milimetrov pade skoraj izključno med decembrom in aprilom. Pozimi, med decembrom in februarjem, je najvišja temperatura v povprečju od 20,3 do 22,7 stopinje Celzija. Povprečne najnižje temperature pozimi so od 8,9 do 10,7 stopinj Celzija.
Rijad je razdeljen na 17 okrožij:
| - al-Hā′ir - asch-Schafā - ar-Rauda - as-Salī - asch-Schamāl - al-Bathā' | - ad-Dīra - ʿIrqa - Itaiqa - al-Maʿadar - al-Malaz - Manfūha | - Murraba - an-Nassīm - al-ʿUlayyā - asch-Schumaisī - al-ʿUraidschā' |  |

### Demografija
Mesto je imelo leta 1935 40.000 prebivalcev, leta 1949 pa 83.000. Mesto je doživelo zelo visoke stopnje rasti prebivalstva, od 150.000 prebivalcev v 1960-ih do več kot sedem milijonov, po najnovejših virih. Od leta 2017 je prebivalstvo Rijada sestavljeno iz 64,19 % Saudijcev, medtem ko ne-Saudijci predstavljajo 35,81 % prebivalstva. Indijci so največja manjšina s 13,7 %, sledijo jim Pakistanci z 12,4 %.

## Znamenitosti in arhitektura

### Ljudska arhitektura starega Rijada
Staro mestno jedro Rijada znotraj mestnega obzidja ni preseglo površine 1 km², zato danes obstaja zelo malo pomembnih arhitekturnih ostankov prvotnega obzidanega mesta oaze Rijad. Najizrazitejša je trdnjava Masmak in nekateri deli prvotnega obzidja z vrati, ki so bili obnovljeni in rekonstruirani. V teh starih mejah je tudi nekaj tradicionalnih zidanih hiš, ki pa so večinoma dotrajane.
Širitev zunaj mestnega obzidja je bila na začetku počasna, čeprav je bilo nekaj manjših oaz in naselij, ki so obkrožale Rijad. Prva večja stavba onkraj obzidja je bila palača Muraba kralja Abdulaziza. Zgrajena je bila leta 1936, dokončana leta 1938, gospodinjstvo 800 ljudi pa se je vanjo preselilo leta 1938. Palača je zdaj del večjega kompleksa, imenovanega Zgodovinski center kralja Abdulaziza.
Obstajajo še druge tradicionalne vasi in mesta na območju okoli tradicionalnega Rijada, ki jih je širjenje mest doseglo in zajelo. Sem spadajo Dirija, Manfuha in Vadi Laban. V nasprotju z zgodnjimi dnevi razvoja v Rijadu, med katerimi so bile ljudske strukture brez premisleka zravnane z zemljo, je na novo odkrito spoštovanje tradicionalne arhitekture. Saudska komisija za turizem in nacionalno dediščino si prizadeva oživiti zgodovinsko arhitekturo v Rijadu in drugih delih kraljestva.

#### Jama Ain Heet
Jama Ain Heet ima podzemno jezero (150 metrov globoko), in je na steni gore Al Džubajl v Vadi As Sulaj v majhni vasici Heet v Rijadu. Med Rijadom in cesto Al Kharj je ena izmed lahko dostopnih jam na območju Rijada.

### Arheološka najdišča
Arheološka najdišča v Rijadu, ki so zgodovinskega pomena in pri katerih je vključena občina Rijad, so pet starih vrat na starem obzidju Rijada. To so vzhodna vrata Thumaira, severna vrata Al-Suvailen, južna vrata Dukhna, zahodna vrata Al-Madhba in jugozahodna vrata Šumaisi. Obstajajo tudi štiri zgodovinske palače: palača Musmak, palača Muraba (palača kralja Abdulaziza), palača Atika (pripada princu Muhammadu bin Abdulu Rahmanu) in palača Al Šamsiah (pripada Saudu Al Kabirju).

#### okrožje Turaif
Okrožje Turaif je še eno pomembno arheološko najdišče, ki je bilo 31. julija 2010 vpisano na Unescov seznam svetovne dediščine. Ustanovljeno je bilo v 15. stoletju in nosi arhitekturni slog regije Nadžd. V okrožju Al-Turaif je nekaj zgodovinskih palač in spomenikov, med drugim: palača Salva, palača Saad bin Saud,  hiša za goste in kopališče At-Turaif ter mošeja imama Mohameda bin Sauda.

#### Trdnjava Masmak
Ta trdnjava je bila zgrajena okoli leta 1865 pod vladavino Mohameda ibn Abdulaha ibn Rašida (1289-1315 po hidžri), vladarja Ha'ila na severu, ki je iztrgal nadzor nad mestom iz rok rivalskega klana Al Saud. Januarja 1902 je Ibn Saudu, ki je takrat živel v izgnanstvu v Kuvajtu, uspelo zavzeti trdnjavo Masmak iz njeno rašidsko garnizijo. Dogodek, ki je Saudovi Arabiji povrnil nadzor nad Rijadom, je v zgodovini države dobil skorajda mitski status. Zgodba o dogodku se pogosto pripoveduje in ima za osrednjo temo junaštvo in pogum kralja Abdulaziza al-Sauda. Trdnjava Masmak je zdaj muzej in je v neposredni bližini trga Urnega stolpa, ki ga angleško govoreči prebivalci poznajo tudi kot Chop Chop Square, ki se nanaša na smrtno kazen, ki se tam izvaja.

### Sodobna arhitektura

#### Center kraljestva
Stolp, ki ga je oblikovala ekipa Ellerbe Becket in Omrania, je zgrajen na 94.230 kvadratnih metrih zemljišča. Center kraljestva je v lasti skupine podjetij, vključno z Kingdom Holding Company, ki jo vodi Al-Valid bin Talal, princ saudske kraljeve družine, in je sedež holdinga. Projekt je stal 2 milijardi saudskih rialov, pogodbo pa je prevzel El-Seif. Center kraljestva je zmagovalec nagrade Emporis Skyscraper Award 2002, izbran za »najboljši nov nebotičnik leta glede dizajna in funkcionalnosti«. Nakupovalno središče v treh nivojih, ki je prejelo tudi veliko oblikovalsko nagrado, zapolnjuje vzhodni trakt. Velika odprtina je ponoči osvetljena v nenehno spreminjajočih se barvah. Nakupovalni center ima ločeno nadstropje samo za nakupovanje žensk, kjer moškim vstop ni dovoljen.
Kraljevi stolp ima 99 nadstropij in je peta najvišja zgradba v državi, saj se dviga do 300 m. Poseben vidik stolpa je, da je razdeljen na dva dela v zadnji tretjini svoje višine in je povezan s prehodom v obliki nebesnega mostu, ki omogoča obsežen pogled na Rijad.

#### Burdž Rafal Hotel Kempinski
Burdž Rafal, ki stoji ob cesti kralja Fahda, je najvišji nebotičnik v Rijadu s 307,9 metra. Stolp je zasnoval in zasnoval P & T Group. Gradnja se je začela leta 2010 in je bila končana leta 2014. Projekt je veljal za uspešnega, saj je bilo do postavitve nebotičnika prodanih že 70 % stanovanjskih enot. Stolp vsebuje 474 stanovanjskih etažnih enot in hotel Kempinski s 349 sobami s 5 zvezdicami.

#### Burdž Al Faisalija
Al Faisalija Center (arabsko: برج الفيصلية) je prvi nebotičnik, zgrajen v Saudovi Arabiji, in je tretja najvišja stavba v Rijadu za Burdž Rafalom in Centrom kraljestva. Zlata krogla, ki leži na vrhu stolpa, naj bi bila navdihnjena s kemičnim svinčnikom in vsebuje restavracijo; takoj pod tem je zunanja razgledna ploščad. V pritličju je nakupovalno središče z velikimi svetovnimi blagovnimi znamkami. Al Faisalija Center ima tudi hotel na obeh straneh stolpa, medtem ko glavno stavbo zasedajo pisarne. Stolp ima 44 nadstropij. Zasnovalo ga je podjetje Foster and Partners.

#### TV stolp Rijad
TV stolp Rijad je 170 metrov visok televizijski stolp, ki stoji v prostorih saudskega ministrstva za informiranje. Gre za navpično konzolno strukturo, ki je bila zgrajena med letoma 1978 in 1981. Prvi film, ki ga je leta 1983 posnela skupina TV stolp in se imenuje 1000 noči in noč, je imel Mohameda Abduja in Talala Mmdaha kot glavna junaka. Takrat na televiziji zaradi verskih omejitev ni bilo žensk. Tri leta pozneje je Abdul Khalik Al-Ghanim produciral TV serijo z naslovom Tash Ma Tash, ki je požela dober odziv občinstva v vzhodni Arabiji. Ta serija je v 1980-ih povzročila medijsko revolucijo.

### Muzeji in zbirke
Leta 1999 je bil v Rijadu zgrajen nov osrednji muzej na vzhodni strani zgodovinskega središča kralja Abdulaziza. Narodni muzej Saudove Arabije je združil več zbirk in del, ki so bili do takrat raztreseni po več institucijah in drugih krajih v Rijadu in Kraljevini. Na primer, delček meteorita, znan kot kamelja grba, ki so ga leta 1966 našli na najdišču Vabar, je bil na ogled na Univerzi kralja Sauda v Rijadu, postal nov vstopni del Narodnega muzeja Savdske Arabije.
Muzej kraljevega saudskega letalstva ali Sakr Al-Džazira je na vzhodni obvoznici Rijada med izhodoma 10 in 11. Vsebuje zbirko letal in predmetov, povezanih z letalstvom, ki so jih uporabljale kraljeve saudske letalske sile in Saudske Arabian Airlines).